# Terri Attwood
Teresa (Terri) K. Attwood (ur. 20 listopada 1959) – profesor bioinformatyki w School of Computer Science i School of Health Sciences na uniwersytecie w Manchesterze. Nagrodzona uniwersyteckim stypendium badawczym od Royal Society oraz stypendium dla wizytującego pracownika naukowego w Europejskim Instytucie Bioinformatyki (EMBL-EBI).

## Edukacja
Attwood uzyskała tytuł licencjata w dziedzinie biofizyki na Uniwersytecie w Leeds w 1982 roku. Dwa lata później w 1984 roku uzyskała tytuł doktora również w zakresie biofizyki pod kierownictwem Johna E. Lydona, studiując chromoniczne fazy pośrednie. Attwood odbyła staż podoktorski w Leeds, następnie od 1993 roku przez pięć lat pracowała na University College London, aby w końcu przenieść się do Uniwersytetu w Manchesterze w 1999 roku.

## Badania
Jej badania skupiają się na dopasowywaniu sekwencji i analizie białek.
Zainspirowana stworzeniem PROSITE, Attwood opracowała metodę pomiaru mas peptydów powstałych przez degradację białka i wykorzystała ją do stworzenia bazy danych PRINTS. Razem z Amosem Bairoch ujednoliciła klasyfikację i adnotacje rodziny białek. W 1997 roku Attwood, Bairoch i Rolf Aqweiler otrzymali grant z Unii Europejskiej w celu utworzenia InterPro, gdzie partnerami były takie organizacje jak Pfam, ProDom i Swiss-prot/ТrEMBL.
Attwood prowadziła duże projekty, w tym konsorcjum text mining BioMinT FP5, bioinformatyczne konsorcjum edukacyjne EMBER (łącznie z partnerami EBI i szwajcarskim Instytutem Bioinformatyki) i platformę EPSRC PARADIGM. W Manchesterze jest kierownikiem projektów SeqAhead (sieć analizy danych sekwencjonowania nowej generacji) i AllBio (infrastruktury bioinformatycznej dla nauk o jednokomórkowcach, zwierzętach i roślinach), była również kierownikiem projektów EMBRACE w Manchesterze i EuroKUP (European Kidney and Urine Proteomics). Podczas fazy wstępnej projektu Attwood była członkiem ELIXIR – komitetu strategii szkolenia bioinformatycznego (pakiet roboczy nr 11). Obecnie jest przewodniczącym globalnej sieci bioinformatyki  EMBnet, była członkiem komitetu wykonawczego International Society for Biocuration i sieci szkolenia bioinformatycznego, została wybrana do zarządu Międzynarodowego Stowarzyszenia Biologii Obliczeniowej. W 2012 roku zainicjowała stworzenie Globalnej Organizacji Nauki, Edukacji i Szkoleń Bioinformatycznych (ang. GOBLET), we współpracy z dużymi stowarzyszeniami, sieciami i organizacjami zajmującymi się bioinformatyką, biologią obliczeniową i biokuracją. Od 2016 roku Attwood jest prezesem zarządu GOBLET.
Poza byciem biokuratorką opracowała narzędzia do dopasowania i wizualizacji sekwencji białkowych i struktur, w tym Ambrozję i CINEMA. Jej grupa buduje komponenty oprogramowania do tworzenia użytecznych aplikacji bioinformatycznych za pomocą narzędzi UTOPIA i opracowuje nowe podejścia do automatycznego objaśniania i analizy tekstu, jak PRECIS, METIS, BioIE, i podejścia semantyczne do integracji danych, takie jak semantyczny Biochemical Journal publikowany przez Portland Press. Narzędzia UTOPII opierają się zarówno na semantycznym Biochemical Journal, jak i wspólnym projekcie z Pfizerem i АstraZeneką, służącym do rozwoju interfejsu XXI wieku dla literatury biomedycznej i zarządzenia danymi.
Badania Attwood były sponsorowane przez Engineering and Physical Sciences Research Council, Biotechnology and Biological Sciences Research Council, Wellcome Trust, Unię Europejską i partnerów przemysłowych.
Attwood zasiada w redakcji czasopism Biochemical Journal, Database: The Journal of Biological Databases and Curation, Molecular and Cellular Proteomics, Journal of Molecular Graphics and Modelling i czasopisma EMBnet.journal.

## Dydaktyka
Attwood wykłada na studiach licencjackich i magisterskich, była doradczynią i promotorką wielu doktorantów. Attwood jest współautorką kilku rozdziałów książek i dwóch popularnych podręczników bioinformatyki: Introduction to Bioinformatics i Bioinformatics and Molecular Evolution.